# Volketswil
Volketswil é uma comuna da Suíça, no Cantão Zurique, com cerca de 14.752 habitantes. Estende-se por uma área de 14,00 km², de densidade populacional de 1.054 hab/km². Confina com as seguintes comunas: Dübendorf, Fehraltorf, Greifensee, Illnau-Effretikon, Lindau, Schwerzenbach, Uster, Wangen-Brüttisellen.
A língua oficial nesta comuna é o Alemão.